# Orlane
Orlane è un'azienda francese di cosmetici di alta fascia. Dal 1985 fa parte del Gruppo Kelémata di Torino.

## Storia
L'origine dell'azienda che poi prenderà il nome di "Orlane" risalgono al 1946, quando il suo fondatore Jean d'Albret lancia la fragranza Ecusson; l'anno successivo egli dà alla sua azienda il nome Orlane, prendendo spunto dal nome dell'eroina proustiana Oriane e modificando la I in L per dare al nome un suono più affascinante.
Nel 1968, in occasione del ventunesimo anniversario della fondazione del marchio, fu lanciata la crema B21, all'epoca la crema di bellezza più costosa del mondo, come sottolineava anche la campagna pubblicitaria. La linea B21, che comprende un'eau de toilette e prodotti per la cura della pelle, è ancora in produzione ed è la gamma simbolo del marchio.
Dal 1985 Orlane fa parte del gruppo Kelémata di Torino, che comprende i marchi Kelémata, Perlier, Venus e Victor Parfums, e di cui Orlane costituisce, insieme alla giapponese Annayake, la specialità e il lusso dell'alta cosmesi per il canale profumeria selettiva.
Orlane gestisce anche un proprio istituto di bellezza situato sugli Champs Elysées, a Parigi.